# Gluphisia clandestina
Gluphisia clandestina är en fjärilsart som beskrevs av Walker 1861. Gluphisia clandestina ingår i släktet Gluphisia och familjen tandspinnare. Inga underarter finns listade i Catalogue of Life.